# Baltasar Gracián y Morales
Baltasar Gracián y Morales (Belmonte de Gracián, Regne d'Aragó, 8 de gener de 1601 — Tarassona, 6 de desembre de 1658) fou un escriptor en castellà del Segle d'or espanyol que cultivà la prosa didàctica i filosòfica. Entre les seves obres destaca El criticón —al·legoria de la vida humana— que constitueix una de les novel·les més importants de la literatura espanyola, comparable per la seva qualitat al Don Quixot de La Manxa o La Celestina.
La seva producció s'adscriu al corrent literari del conceptisme. Va forjar un estil construït a partir de sentències breus molt personal, dens, concentrat i polisèmic, en què domina el joc de paraules i les associacions enginyoses entre aquestes i les idees. El resultat és un llenguatge lacònic, ple d'aforismes i capaç d'expressar una gran riquesa de significats.
El pensament de Gracián és pessimista, com correspon al període barroc. El món és un espai hostil i enganyós, on prevalen les aparences davant la virtut i la veritat. L'home és un ésser feble, interessat i maliciós. Bona part de les seves obres s'ocupen de dotar el lector d'habilitats i recursos que li permetin evolucionar entre les trampes de la vida. Per això ha de saber fer-se valer, ser prudent i aprofitar-se de la saviesa basada en l'experiència. Fins i tot dissimular i comportar-se segons l'ocasió.
Tot això li ha valgut a Gracián ser considerat un precursor de l'existencialisme i de la postmodernitat. Va influir en lliurepensadors francesos com La Rochefoucauld i més tard en la filosofia de Schopenhauer. No obstant això, el seu pensament vital és inseparable de la consciència d'una Espanya en decadència.

## Obres
- El Héroe (1639)
- El Político don Fernando el Católico (1640)
- Arte de ingenio. Tratado de la agudeza (1642)
- El Discreto (1646)
- Oráculo manual y arte de prudencia (1647)
- Agudeza y arte de ingenio (1648)
- El Criticón
  - Primera parte (1651)
  - Segunda parte (1653)
  - Tercera parte (1657)
- El Comulgatorio (1655)[5]
- Relación del Socorro de Lérida: publicat posteriorment a la mort de l'autor, el 1864, al tom XVIII del Memorial histórico español (Madrid, pp. 434-444)[6]